# 黑石站 (韩国)
黑石站（：／ Heukseok yeok */?）副站名中央大學，是首爾地鐵9號線沿線的一座地下車站，位於韓國首爾特別市銅雀區黑石洞4番地。

## 車站構造
站體為2面2線側式月台的地下車站，候車月台設有月台幕門，並有4處出口。

### 月台配置
| 鷺得 ↑ |
| \| 上  |
| ↓ 銅雀 |

| 月台 | 路線           | 目的地                                                         |
| ---- | -------------- | -------------------------------------------------------------- |
| 上行 | ●首爾地鐵9號線 | 堂山、金浦機場、開花方向                                       |
| 下行 | ●首爾地鐵9號線 | 銅雀、新論峴、綜合運動場、石村、奧林匹克公園、中央報勳醫院方向 |

## 歷史
- 2009年7月24日：落成啟用。

## 車站周邊
- 中央大學
- 中央大學附設醫院（朝鲜语：중앙대학교병원）
- 圓光數字大學
- 首爾黑石初等學校
- 銅雀區黑石體育中心
- 圓佛教首爾教堂
- 孝思亭（朝鲜语：효사정 (서울)）
- 孝思亭公園
- 黑石中央市場

## 圖片

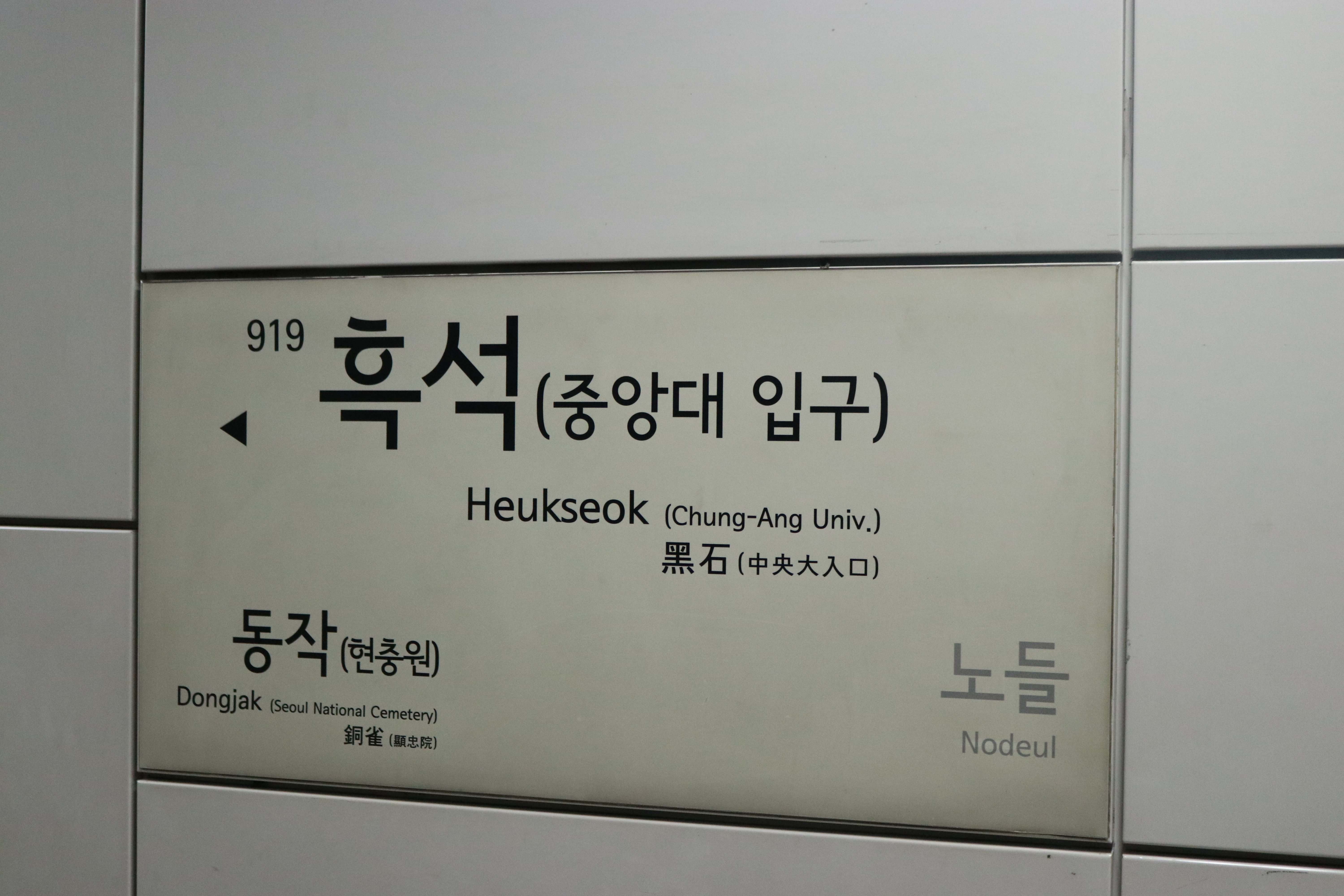
站名牌（更名前）
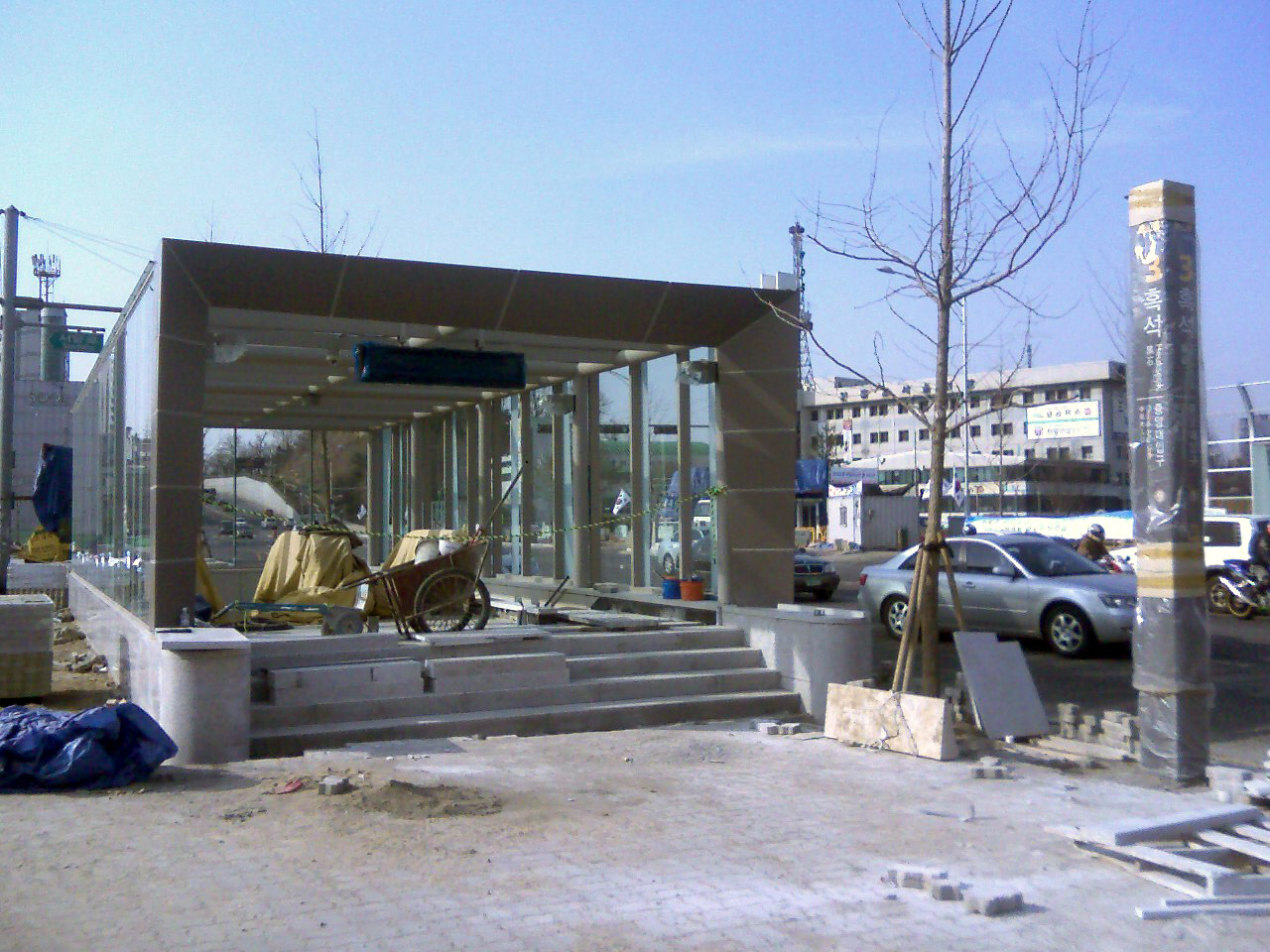
3號出口（開通前）
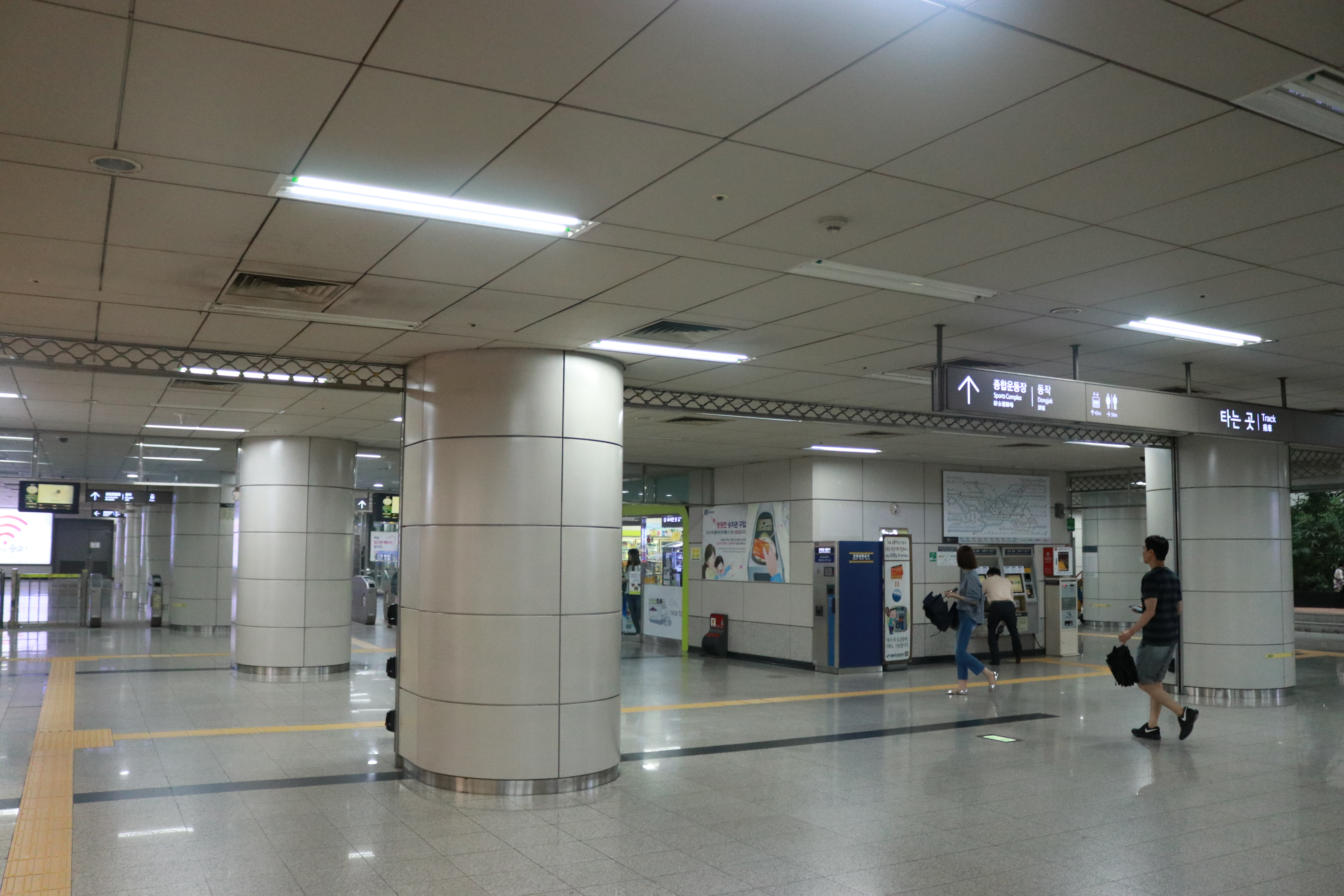
車站大廳

## 相鄰車站
首爾市地鐵9號線
●首爾地鐵9號線
一般
鷺得（918）－黑石（919）－銅雀（920）